# دار الجبل (السياني)

تعديل مصدري - تعديل

دار الجبل هي إحدى قرى عزلة الدامغ بمديرية السياني التابعة لمحافظة إب، بلغ تعداد سكانها 695 نسمة حسب تعداد اليمن لعام 2004.